# Joëlle Milquet
Joëlle F.G.M. Milquet (ur. 17 lutego 1961 w Charleroi) – belgijska i walońska polityk, od 2008 minister na szczeblu federalnym, a od 2014 na szczeblu regionalnym, od 1999 do 2011 przewodnicząca Centrum Demokratyczno-Humanistycznego.

## Życiorys
W 1984 ukończyła studia prawnicze na Université catholique de Louvain. Rok później została absolwentką prawa europejskiego na Uniwersytecie Amsterdamskim.
Pracę zawodową rozpoczęła w kancelarii adwokackiej w Brukseli. W latach 1995–1999 była członkinią belgijskiego Senatu. Od 1999 wybierana w skład Izby Reprezentantów. W 1999 stanęła na czele Partii Chrześcijańsko-Społecznej. W 2002 doprowadziła do jej reorganizacji i przekształcenia w Centrum Demokratyczno-Humanistyczne.
Joëlle Milquet odegrała istotną rolę w negocjacjach nad utworzeniem rządu prowadzonych po wyborach w 2007. Sprzeciwiała się wówczas planom reformy konstytucyjnej zwiększającej autonomię poszczególnych wspólnot belgijskich. W konsekwencji flamandzkojęzyczne media obdarzyły ją określeniem Madame Non („Pani Nie”).
W marcu 2008 objęła urząd wicepremiera oraz ministra ds. zatrudnienia i równouprawnienia w wielopartyjnym rządzie Yves'a Leterme. Funkcje te pełniła również w gabinecie Hermana Van Rompuya powołanym w grudniu tego samego roku. Pozostała na tych stanowiskach także w kolejnym rządzie utworzonym w listopadzie 2009 pod przywództwem Yves'a Leterme. W przedterminowych wyborach w 2010 ponownie wybrana do Izby Reprezentantów.
W grudniu 2011 została wicepremierem i ministrem spraw wewnętrznych w rządzie, na czele którego stanął Elio Di Rupo. W 2014 uzyskała mandat deputowanej do parlamentu Regionu Stołecznego Brukseli. 22 lipca 2014 odeszła z rządu centralnego w związku z objęciem stanowisk wicepremiera oraz ministra edukacji i kultury w rządzie wspólnoty francuskiej, które zajmowała do kwietnia 2016.